# Henri Masers de Latude

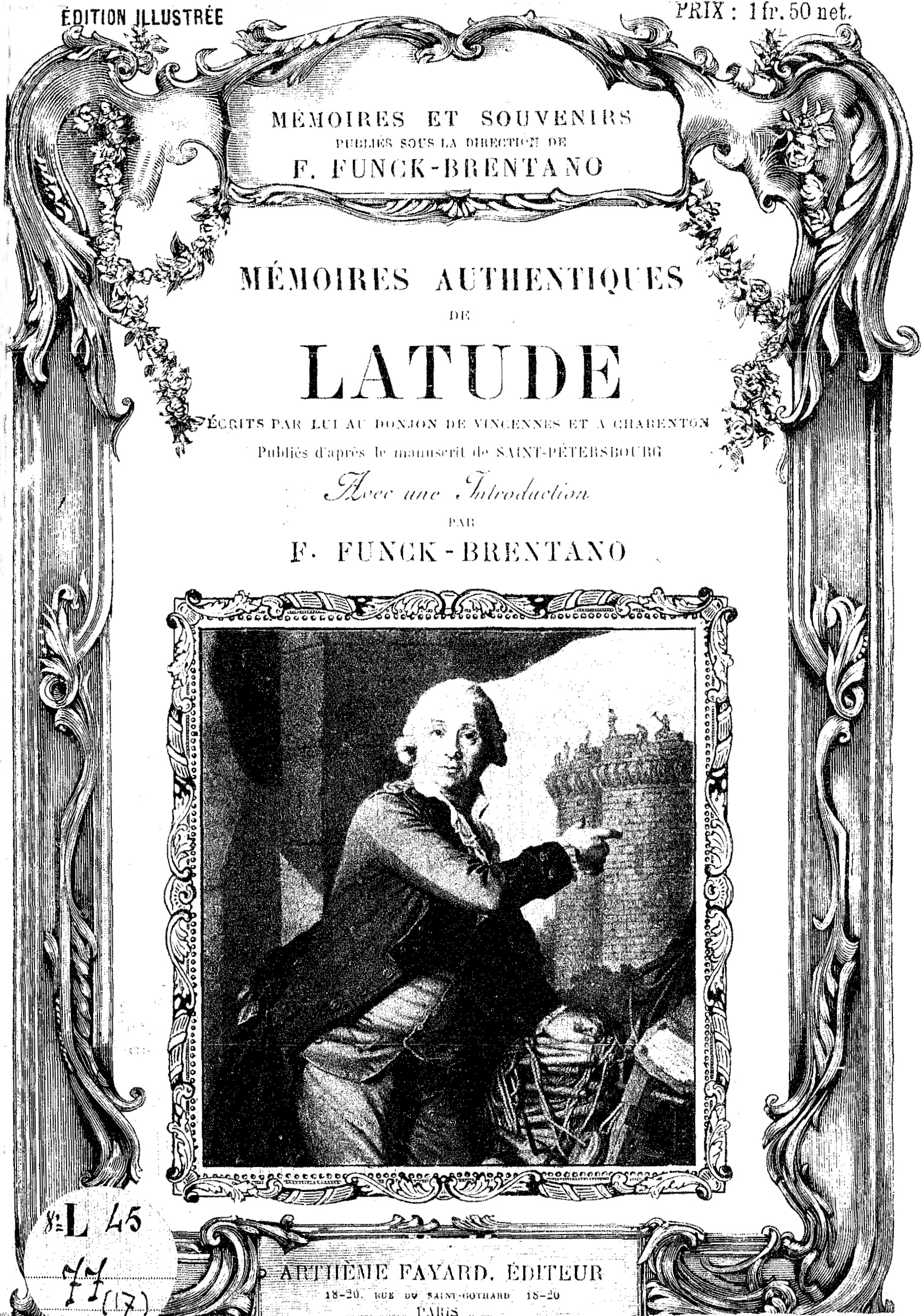
Titelblatt der Memoiren Henri Masers de Latudes

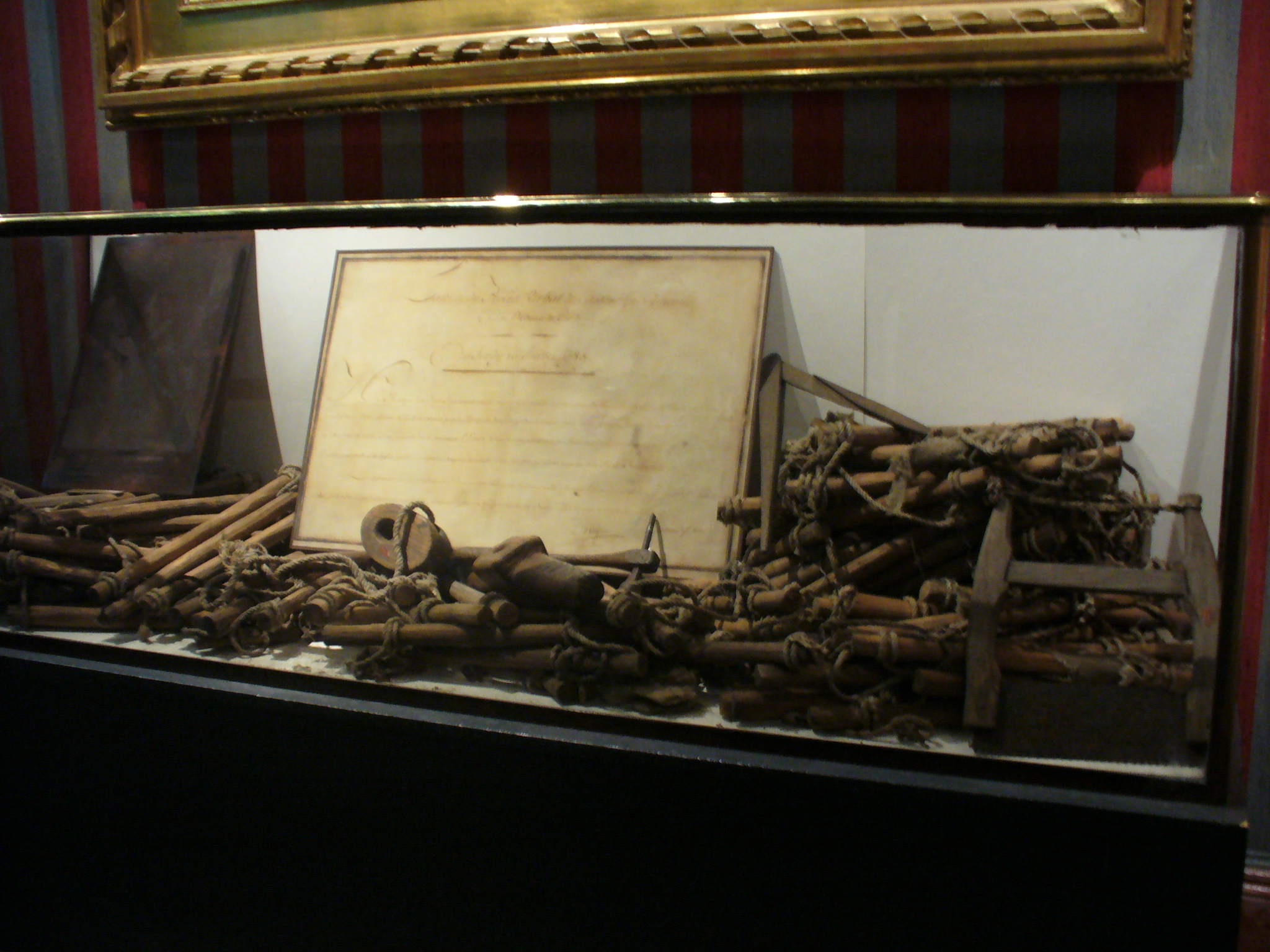
Strickleiter, mit der Henri Masers de Latude eine Flucht gelang im Musée Carnavalet

Jean Henri Masers de Latude (* 23. März 1725 in Montagnac, Département Hérault; † 1. Januar 1805 in Paris) war ein Franzose, der wegen seiner mehrfachen Flucht aus der Bastille und dem Donjon von Vincennes bekannt wurde.

## Leben
Nach einer militärischen Ausbildung studierte Henri Masers de Latude Mathematik in Paris. Dort fand er Gefallen an Madame de Pompadour, einer Mätresse Ludwigs XV. Er ließ ihr unbemerkt Gift zukommen und informierte sie gleichzeitig über einen geplanten Anschlag auf ihr Leben. Seine List blieb nicht unbemerkt, und Madame de Pompadour ließ ihn am 1. Mai 1749 ins Verlies der Bastille werfen.
Er wurde nach Vincennes verlegt, von wo ihm 1750 die Flucht gelang. Nachdem er erneut inhaftiert und in die Bastille gebracht worden war, glückte ihm 1756 abermals ein Fluchtversuch, der allerdings eine neuerliche Verhaftung nach sich zog. 1764 kam er wieder nach Vincennes. Im folgenden Jahr konnte er zum dritten Mal fliehen, wurde jedoch abermals inhaftiert. Er wurde nun von Malesherbes als Geisteskranker in das Hospiz zu Charenton geschickt. 1777 wurde er unter der Bedingung entlassen, seine Geburtsstadt nicht zu verlassen.
Jean Henri Masers de Latude blieb jedoch in Paris und wurde erneut gefangen genommen. Durch den Einfluss einer gewissen Legros konnte er 1784 die Haft verlassen. 1805 starb er in Paris.
Obwohl ohne Verdienst, wurde er doch als ein Opfer des Despotismus Gegenstand großer Aufmerksamkeit, und die Erben der Madame de Pompadour wurden zu einer Entschädigungssumme von 60.000 Franc verurteilt, wovon Latude jedoch nur einen geringen Teil erhielt.